# Nationaal Archeologisch Museum van Sofia
Het Nationaal Archeologisch Museum (Bulgaars: Natsionalen archeologitsjeski moezej) is een archeologisch museum in het centrum van Sofia, de hoofdstad van Bulgarije. Het is gevestigd in het gebouw van de grootste en oudste voormalige Ottomaanse moskee in de stad, oorspronkelijk bekend als de Koca Mahmut Paşa Camii. De bouw begon in 1451 onder grootvizier Veli Mahmud Pasha, maar vanwege zijn dood in 1474 werd de moskee in 1494 voltooid. Het museum werd in 1893 als een aparte eenheid opgericht als het Nationaal Museum met de Tsjech Václav Dobruský als directeur en met het hoofdkwartier in de voormalige moskee, die vroeger tussen 1880 en 1893 de Nationale Bibliotheek huisvestte.
Het museum werd officieel geopend en ingewijd in 1905, omdat tegen die tijd alle archeologische tentoongestelde stukken uit het land naar Sofia waren gebracht. De opening vond plaats in aanwezigheid van knjaz Ferdinand van Bulgarije en minister van Verlichting Ivan Sjisjmanov.
In de daaropvolgende jaren werden verschillende extra zalen en administratieve gebouwen van het museum gebouwd, die het historische stenen gebouw van de oude moskee ondanks de vaak ongunstige omstandigheden (met name de vochtigheid in de zomer) bleef gebruiken. Het museum heeft vijf tentoonstellingszalen: De Centrale Hal, Prehistorie, Middeleeuwen, Schatkamer en een hal voor bijzondere tijdelijke tentoonstellingen. Het wordt beheerd door de Bulgaarse Academie voor Wetenschappen.

## Geschiedenis

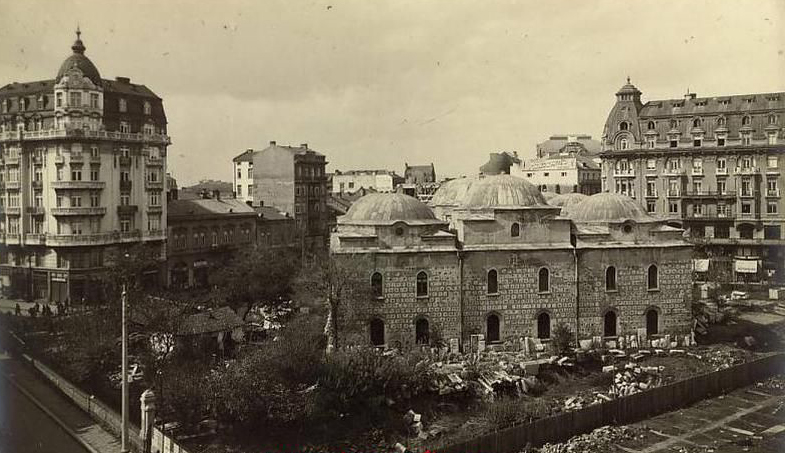
Het museum rond 1920

Het idee voor de oprichting van een archeologisch instituut met museum ontstond in de jaren 1840 onder verbannen Bulgaarse intellectuelen en behoorde tot de topprioriteiten van de Bulgaarse Literaire Vereniging onmiddellijk na haar oprichting in 1869. Tijdens het Russische interim-bestuur onmiddellijk na de Bevrijding van Bulgarije werden de eerste stappen op weg naar de oprichting van een nationaal archeologisch museum gezet. In 1892 werd de instelling gerechtelijk opgericht door een decreet van de knjaz, en het jaar daarop begon de verzameling van de collecties. Aanvankelijk stond het ook bekend als een "Museum-tempel van het vaderland".
Tot 1906 omvatte het museum een verzameling etnografische voorwerpen. Tegen dit jaar werd de collectie echter zo omvangrijk dat deze moest worden gescheiden en tentoongesteld in een aparte instelling, die in het Etnografisch Museum van Sofia resulteerde. Sinds de oprichting werkt het museum actief samen met de Bulgaarse Archeologische Vereniging. In 1920 werd een Archeologisch Instituut onder leiding van Bogdan Filov opgericht als een onafhankelijke instelling. Deze werd in 1948 samengevoegd met het museum en staat sindsdien onder toezicht van de Bulgaarse Academie voor Wetenschappen.
Na de Tweede Wereldoorlog zette de gezamenlijke instelling een reeks archeologische expedities in Bulgarije op touw. Ze voerden studies uit op een aantal plaatsen van de kopertijd tot aan vroege middeleeuwen, wat resulteerde in een aantal extra artefacten die aan de museumcollectie werden toegevoegd. Tegenwoordig slaat het museum een groot aantal objecten op, hoewel sommige ervan door schade als gevolg van het ontwerp van het gebouw, dat wordt gekenmerkt door een hoog vochtgehalte tijdens het zomerseizoen, moeilijk te behouden zijn.

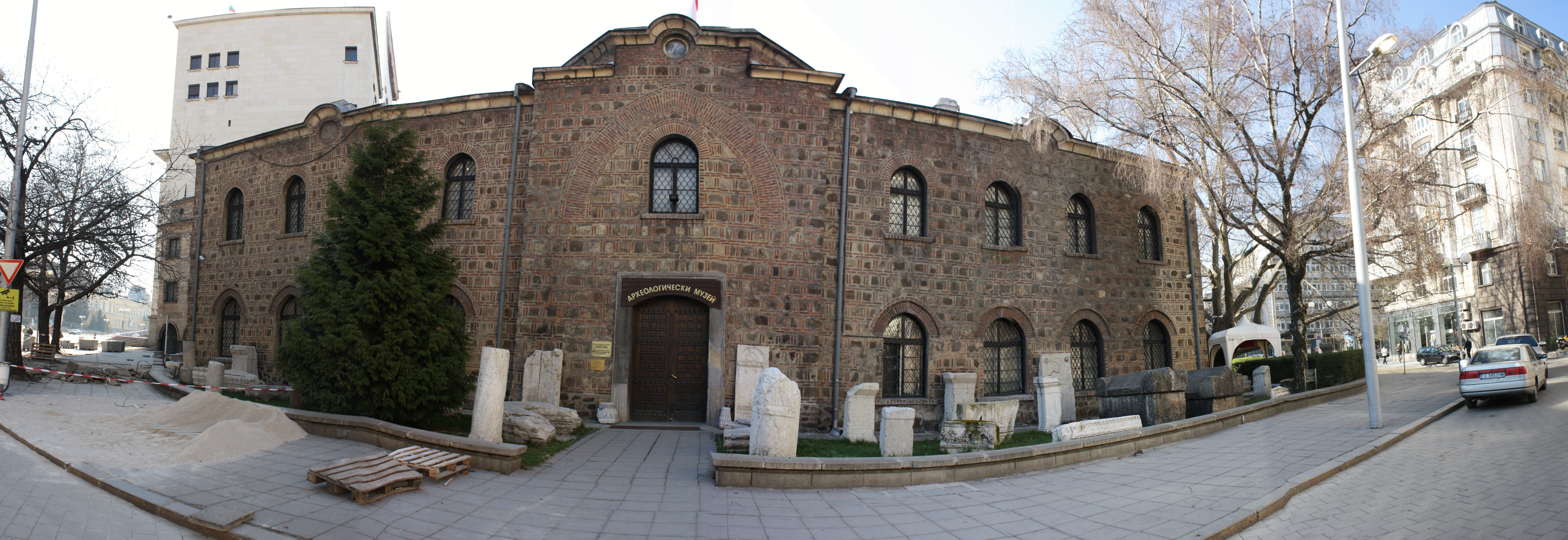
Het hedendaagse museum

## Ruimtelijke indeling
- Prehistorische hal - gelegen op de onderste verdieping van de noordelijke vleugel. Het toont een verzameling objecten, die tussen 1.600.000 voor Christus en 1.600 voor Christus dateert. De collectie wordt chronologisch weergegeven en omvat verschillende vondsten uit grotten in Bulgarije, gereedschappen van de vroegste mensen die het moderne territorium bewoonden, tekeningen, eenvoudig aardewerk, rituele voorwerpen en vele anderen

Het is onderverdeeld in een vroege, midden- en laatpaleolithische collectie, neolithische collectie en collecties uit de kopertijd en bronstijd.
- Schatkamer - bevindt zich in de oostelijke vleugel en toont grafinventaris en andere schatten uit de late bronstijd tot de late oudheid. Twee van de meest bekende Bulgaarse schatten bevinden zich hier: de Valchitran- en Loekovit-schatten.
- Grote hal - gelegen op de eerste verdieping van het hoofdgebouw. Herbergt een verzameling uiteenlopende items, variërend van het oude Thracië, Griekenland en Rome tot de late middeleeuwen.
- Middeleeuws gedeelte - gelegen op de tweede verdieping van het hoofdgebouw. Bevat een galerij met middeleeuwse boeken, houtwerk, tekeningen, metalen voorwerpen en andere voorwerpen die kenmerkend zijn voor het tijdperk.
- Tijdelijke tentoonstellingen - de hal bevindt zich op de tweede verdieping van het hoofdgebouw.